# Parafia Wszystkich Świętych w Kolbuszowej
Parafia Wszystkich Świętych w Kolbuszowej – polska parafia rzymskokatolicka w Kolbuszowej, mieszcząca się przy ulicy Gabriela Narutowicza, należąca do dekanatu Kolbuszowa Wschód w diecezji rzeszowskiej. 
Parafia została erygowana w 1510 roku.

## Obiekty sakralne
Źródło:
- Kolegiata Wszystkich Świętych w Kolbuszowej
- Kościół pw. św Marka Ewangelisty w Muzeum Kultury Ludowej, kościół filialny zlokalizowany jest w Domatkowie (przysiółek Brzezówka).
- Kaplica Matki Bożej Częstochowskiej w Kolbuszowej Dolnej
- Kaplica Sióstr Służebniczek pw. św. Józefa, kaplica domowa

## Obszar parafii
Parafia Wszystkich Świętych w Kolbuszowej obejmuje swym zasięgiem obszar całej wsi Kolbuszowa Dolna (w której posiada kaplicę parafialną), większej części miasta Kolbuszowej i części miejscowości Brzezówka (w której posiada kościół filialny pw. Św. Marka Ewangelisty) i Kolbuszowa Górna. 